# Laurentius Siemer
Laurentius M. Siemer OP (* 8. März 1888 in Elisabethfehn; † 21. Oktober 1956 in Köln) war Provinzial der Dominikaner und gehörte zum Widerstand gegen den Nationalsozialismus.

## Leben
Laurentius Siemer wurde als sechstes von zehn Kindern des Elisabethfehner Kanalbaumeisters Franz Joseph Siemer und dessen Ehefrau Maria Josephine Franziska geb. Diekhaus geboren und am 10. März 1888 auf den Namen Joseph Franz Bernhard getauft. Nach dem Abitur 1908 trat er am 25. Mai 1908 in den Dominikanerorden ein und nahm den Ordensnamen Laurentius an. Er studierte anschließend von 1909 bis 1916 Philosophie und Theologie an der Hochschule des Dominikanerordens in Düsseldorf.
Am 4. August 1914 empfing er durch den Kölner Erzbischof Felix von Hartmann die Priesterweihe und absolvierte während des Ersten Weltkriegs den Militärdienst als Sanitäter in einem Reservelazarett im Düsseldorfer Dominikanerkloster. Ab 1918 studierte er in Münster klassische Philologie und Geschichte und legte Ende 1920 sein Staatsexamen in den Fächern Religion, Philosophie, Deutsch und Geschichte ab. Am 10. März 1921 wurde er Rektor des Gymnasiums mit Internat der Dominikaner in Vechta, dem heutigen Kolleg St. Thomas in Füchtel. Laurentius Siemer wurde am 13. September 1932 zum Provinzial der deutschen Ordensprovinz der Dominikaner (Teutonia) gewählt, seine Amtszeit dauerte, bei mehrfacher Wiederwahl, bis 1946.
Siemer trat von Anfang an dem Nationalsozialismus kompromisslos entgegen. In der Osterausgabe der Zentrumszeitung Germania kritisierte er offen die Rassenideologie der Nazis, er bezeichnete in einem späteren Leitartikel in dieser Zeitung die Gleichsetzung von Rasse und Religion als „Degeneration“ und forderte die Katholiken auf, sich von den derzeitigen geistigen Strömungen nicht beeinflussen zu lassen.
Am 9. April 1935 wurde Siemer wegen angeblicher „Devisenvergehen“ von der Gestapo verhaftet und verbrachte mehrere Monate im Gefängnis in Oldenburg. Nach seiner Verurteilung durch das Oldenburger Schöffengericht im Zuge der Devisenprozesse legte Siemer Berufung ein und wurde am 31. Januar 1936 freigesprochen, das Oberlandesgericht Oldenburg bestätigte diesen Freispruch am 21. Dezember 1936 nach einer Revisionsverhandlung. Seine mitangeklagten Ordensbrüder Thomas Stuhlweißenburg und Titus Horten überlebten den Prozess allerdings nicht, Pater Stuhlweißenburg nahm sich am 3. Oktober 1935 in tiefster Verzweiflung das Leben, Pater Horten starb am 25. Januar 1936 an den Folgen der menschenunwürdigen Haft.
Nach seiner Freilassung reiste Laurentius Siemer Anfang 1937 nach Rom und wurde aufgrund der Vermittlung von Kardinalstaatssekretär Eugenio Pacelli – dem späteren Papst Pius XII. – von Papst Pius XI. in Privataudienz empfangen. Von Januar bis Mai 1937 unternahm Laurentius Siemer eine Missionsreise, die ihn von Genua aus über Sri Lanka, China, Manila, Japan, Honolulu und San Francisco zurück nach Deutschland führte.
Ab 1941 unterstützte Siemer aktiv Widerstandsgruppen gegen den Nationalsozialismus und stellte das Kloster Walberberg für konspirative Treffen zur Verfügung. Siemer wurde Mitglied des Kölner Kreises. Er erklärte es zur Pflicht, „alles daranzusetzen, damit der Nationalsozialismus vernichtet würde“. Er postulierte die „rücksichtslose und konsequente Teilnahme an der Verschwörung gegen den Nazistaat“.
Siemer war eng mit Josef Wirmer, der als Justizminister nach dem Sturz Hitlers vorgesehen war, befreundet. 1942 arbeitet Siemer für Carl Goerdeler, mit dem er häufiger zusammentraf, einen Entwurf über das zukünftige Verhältnis von Staat und Kirche in Deutschland aus.
Nach dem misslungenen Attentat auf Hitler am 20. Juli 1944 konnte Siemer unter abenteuerlichen Umständen seinen Häschern entkommen und sich in seiner Heimat bis zum Kriegsende versteckt halten. Zunächst nahm ihn die Familie Kurre in Schwichteler auf, dann wurde er von September 1944 bis zum Einmarsch der Alliierten Truppen im April 1945 bei der Familie Trumme in Handorf bei Holdorf versteckt. Sein Steckbrief lautete:

„Sucht den Provinzial des Dominikanerordens Josef Siemer, genannt Pater Laurentius, der sich führend an der Vorbereitung des Attentats auf den Führer vom 20. Juli 1944 beteiligt hat. Es gelang ihm, unmittelbar vor der Verhaftung zu entfliehen.“

Siemer gab zusammen mit seinem Mitbruder Eberhard Welty ab 1946 die Zeitschrift Die Neue Ordnung heraus und versuchte vergeblich, wie auch Jakob Kaiser, Walter Dirks und andere, maßgeblichen Einfluss auf das Programm der neuen christlichen Partei dahin zu nehmen, dass Christentum und Sozialismus miteinander versöhnt würden. Das erste Parteiprogramm, das am 1. Juli 1945 als „Vorläufiger Entwurf zu einem Programm der Christlichen Demokraten Deutschlands“ veröffentlicht wurde und später als Kölner Leitsätze bekannt wurde, hat er maßgeblich mit beeinflusst. Als Namen für die später CDU genannte neue Partei schlug er „Christlich-Sozialistische Union“ vor. In der Britischen Besatzungszone bereitete Siemer zusammen mit Welty das Ahlener Programm von 1947 vor, das sich allerdings innerhalb der CDU gegenüber der wirtschaftspolitische Strategie der sozialen Marktwirtschaft, maßgeblich vorangetrieben von Konrad Adenauer, nicht durchsetzen konnte.
Von seiner Tätigkeit im Widerstand gegen Hitler hat Siemer selten gesprochen; da er sich als Vertreter einer überstaatlichen Macht sah, hielt er Widerstand gegen Hitler für selbstverständlich.
Nach seiner Tätigkeit als Provinzial der Dominikaner war Siemer Mitbegründer und Generalsekretär (bis 1951) der Katholischen Akademikerarbeit Deutschlands. Im Oldenburger Münsterland setzte er sich für den Ausbau der wiedereröffneten Ordensschule in Vechta ein und entfaltete von Köln aus eine intensive, über die Grenzen der Konfessionen hinausgehende seelsorgerische Tätigkeit.
Ab 1950 wurde Siemer durch zahlreiche Radio-Vorträge und Fernsehansprachen bekannt, die auch als Buch („So sind wir Menschen“) veröffentlicht wurden. Am 21. Oktober 1956 starb Siemer plötzlich an einem Herzversagen, für das Jahr 1957 war er von der Aachener Karnevalsgesellschaft als Ritter des Ordens wider den tierischen Ernst ausersehen gewesen.
Siemer gehört zu den bedeutendsten Gestalten des deutschen Katholizismus seiner Zeit. Er erhielt ein Großes Bundesverdienstkreuz und Ehrenmitgliedschaften verschiedener katholischer Verbindungen im KV, CV und UV. Nach ihm ist das Laurentius-Siemer-Gymnasium in Ramsloh, Saterland benannt.

## Werke
- Wie ich den fernen Osten erlebte. Reiseerinnerungen.
- So sind wir Menschen (1957)
- Aufzeichnungen und Briefe (1958) Frankfurt/M.